# Marcelo Demoliner
Marcelo Demoliner, né le 18 janvier 1989 à Caxias do Sul, est un joueur de tennis brésilien, professionnel depuis 2008.

## Carrière
En simple, il a remporté un titre Challenger à Blumenau en 2008.
En double, il a réalisé de meilleurs résultats, remportant cinq tournois ATP entre 2018 et 2023.

## Palmarès

### Titres en double
| No | Date       | Nom et lieu du tournoi         | Catégorie | Dotation  | Surface      | Vainqueurs        | Partenaire                     | Score             |          |
| -- | ---------- | ------------------------------ | --------- | --------- | ------------ | ----------------- | ------------------------------ | ----------------- | -------- |
| 1  | 24-06-2018 | Turkish Airlines Open Antalya  | ATP 250   | 426 145 € | Gazon (ext.) | Santiago González | Sander Arends Matwé Middelkoop | 7-5, 66-7, [10-8] | Parcours |
| 2  | 14-10-2019 | VTB Kremlin Cup Moscou         | ATP 250   | 840 130 $ | Dur (int.)   | Matwé Middelkoop  | Simone Bolelli Andrés Molteni  | 6-1, 6-2          | Parcours |
| 3  | 03-02-2020 | Córdoba Open Córdoba           | ATP 250   | 546 355 $ | Terre (ext.) | Matwé Middelkoop  | Leonardo Mayer Andrés Molteni  | 6-3, 7-64         | Parcours |
| 4  | 07-06-2021 | MercedesCup Stuttgart          | ATP 250   | 543 210 € | Gazon (ext.) | Santiago González | Ariel Behar Gonzalo Escobar    | 4-6, 6-3, [10-8]  | Parcours |
| 5  | 03-04-2023 | Grand-Prix Hassan II Marrakech | ATP 250   | 562 815 € | Terre (ext.) | Andrea Vavassori  | Alexander Erler Lucas Miedler  | 6-4, 3-6, [12-10] | Parcours |

### Finales en double
| No | Date       | Nom et lieu du tournoi                       | Catégorie | Dotation    | Surface      | Vainqueurs                           | Partenaire        | Score              |          |
| -- | ---------- | -------------------------------------------- | --------- | ----------- | ------------ | ------------------------------------ | ----------------- | ------------------ | -------- |
| 1  | 01-02-2016 | Ecuador Open Quito                           | ATP 250   | 463 520 $   | Terre (ext.) | Pablo Carreño-Busta Guillermo Durán  | Thomaz Bellucci   | 7-5, 6-4           | Parcours |
| 2  | 11-07-2016 | SkiStar Swedish Open Båstad                  | ATP 250   | 463 520 €   | Terre (ext.) | Marcel Granollers David Marrero      | Marcus Daniell    | 6-2, 6-3           | Parcours |
| 3  | 27-02-2017 | Brasil Open São Paulo                        | ATP 250   | 455 565 $   | Terre (ext.) | Rogério Dutra Silva André Sá         | Marcus Daniell    | 7-65, 5-7, [10-7]  | Parcours |
| 4  | 21-05-2017 | Open Parc Auvergne-Rhône-Alpes Lyon          | ATP 250   | 482 060 €   | Terre (ext.) | Andrés Molteni Adil Shamasdin        | Marcus Daniell    | 6-3, 3-6, [10-5]   | Parcours |
| 5  | 25-09-2017 | Chengdu Open Chengdu                         | ATP 250   | 1 028 885 $ | Dur (ext.)   | Jonathan Erlich Aisam-Ul-Haq Qureshi | Marcus Daniell    | 6-3, 7-63          | Parcours |
| 6  | 23-10-2017 | Erste Bank Open Vienne                       | ATP 500   | 2 035 415 € | Dur (int.)   | Rohan Bopanna Pablo Cuevas           | Sam Querrey       | 7-67, 64-7, [11-9] | Parcours |
| 7  | 15-10-2018 | European Open Anvers                         | ATP 250   | 612 755 €   | Dur (int.)   | Nicolas Mahut Édouard Roger-Vasselin | Santiago González | 6-4, 7-5           | Parcours |
| 8  | 29-04-2019 | BMW Open by FWU Munich                       | ATP 250   | 524 340 €   | Terre (ext.) | Frederik Nielsen Tim Pütz            | Divij Sharan      | 6-4, 6-2           | Parcours |
| 9  | 23-09-2019 | Huajin Securities Zuhai Championships Zhuhai | ATP 250   | 931 335 $   | Dur (ext.)   | Joran Vliegen Sander Gillé           | Matwé Middelkoop  | 7-62, 7-64         | Parcours |
| 10 | 12-10-2020 | St. Petersburg Open Saint-Pétersbourg        | ATP 500   | 1 243 790 $ | Dur (int.)   | Jürgen Melzer Édouard Roger-Vasselin | Matwé Middelkoop  | 6-2, 7-64          | Parcours |
| 11 | 17-07-2023 | EFG Swiss Open Gstaad Gstaad                 | ATP 250   | 562 815 €   | Terre (ext.) | Dominic Stricker Stanislas Wawrinka  | Matwé Middelkoop  | 7-68, 6-2          | Parcours |

## Parcours dans les tournois duGrand Chelem

### En simple
N'a jamais participé à un tableau final.

### En double messieurs
| Année | Open d'Australie                                                                       | Open d'Australie                                                                    | Internationaux de France                                                            | Internationaux de France                                                            | Wimbledon                                                                         | Wimbledon                                                                       | US Open                                                                         | US Open |
| ----- | -------------------------------------------------------------------------------------- | ----------------------------------------------------------------------------------- | ----------------------------------------------------------------------------------- | ----------------------------------------------------------------------------------- | --------------------------------------------------------------------------------- | ------------------------------------------------------------------------------- | ------------------------------------------------------------------------------- | ------- |
| 2013  | —                                                                                      | —                                                                                   | —                                                                                   | —                                                                                   | 1er tour (1/32) A. Sá \|\| style="text-align:left;" \| B. Bryan M. Bryan          | —                                                                               | —                                                                               |         |
| 2014  | —                                                                                      | —                                                                                   | —                                                                                   | —                                                                                   | 1er tour (1/32) P. Raja \|\| style="text-align:left;" \| J. S. Cabal M. Matkowski | —                                                                               | —                                                                               |         |
| 2015  | —                                                                                      | —                                                                                   | —                                                                                   | —                                                                                   | 1/8 de finale M. Daniell \|\| style="text-align:left;" \| J. Erlich P. Petzschner | 2e tour (1/16) T. Bellucci \|\| style="text-align:left;" \| T. Haas R. Štěpánek |                                                                                 |         |
| 2016  | 2e tour (1/16) T. Bellucci \|\| style="text-align:left;" \| T. C. Huey M. Mirnyi       | 1er tour (1/32) M. Draganja \|\| style="text-align:left;" \| R. Berankis L. Rosol   | 2e tour (1/16) A. Qureshi \|\| style="text-align:left;" \| T. C. Huey M. Mirnyi     | 1/8 de finale T. Bellucci \|\| style="text-align:left;" \| F. López M. López        |                                                                                   |                                                                                 |                                                                                 |         |
| 2017  | 1/8 de finale M. Daniell \|\| style="text-align:left;" \| S. Groth C. Guccione         | 1er tour (1/32) M. Daniell \|\| style="text-align:left;" \| I. Dodig M. Granollers  | 1/8 de finale M. Daniell \|\| style="text-align:left;" \| K. Skupski N. Skupski     | 2e tour (1/16) M. Daniell \|\| style="text-align:left;" \| J. Murray B. Soares      |                                                                                   |                                                                                 |                                                                                 |         |
| 2018  | 1er tour (1/32) T. C. Huey \|\| style="text-align:left;" \| M. Matkowski A. Qureshi    | 2e tour (1/16) S. González \|\| style="text-align:left;" \| F. López M. López       | 2e tour (1/16) S. González \|\| style="text-align:left;" \| D. Inglot F. Škugor     | 2e tour (1/16) S. González \|\| style="text-align:left;" \| J.-S. Cabal R. Farah    |                                                                                   |                                                                                 |                                                                                 |         |
| 2019  | 1/8 de finale F. Nielsen \|\| style="text-align:left;" \| R. Klaasen M. Venus          | 2e tour (1/16) D. Sharan \|\| style="text-align:left;" \| H. Kontinen J. Peers      | 1/8 de finale D. Sharan \|\| style="text-align:left;" \| Ł. Kubot M. Melo           | 1er tour (1/32) D. Inglot \|\| style="text-align:left;" \| K. Krawietz A. Mies      |                                                                                   |                                                                                 |                                                                                 |         |
| 2020  | 1er tour (1/32) M. Middelkoop \|\| style="text-align:left;" \| T. Sandgren J. Withrow  | 1er tour (1/32) M. Middelkoop \|\| style="text-align:left;" \| D. Evans H. Hurkacz  | Annulé                                                                              | Annulé                                                                              | 1/8 de finale M. Middelkoop \|\| style="text-align:left;" \| J. Murray N. Skupski |                                                                                 |                                                                                 |         |
| 2021  | 1er tour (1/32) S. González \|\| style="text-align:left;" \| M. Arévalo M. Middelkoop  | 1er tour (1/32) S. González \|\| style="text-align:left;" \| O. Marach A. Qureshi   | 1er tour (1/32) S. González \|\| style="text-align:left;" \| A. Golubev R. Haase    | 2e tour (1/16) M. Daniell \|\| style="text-align:left;" \| P-H. Herbert N. Mahut    |                                                                                   |                                                                                 |                                                                                 |         |
| 2022  | —                                                                                      | —                                                                                   | —                                                                                   | —                                                                                   | —                                                                                 | —                                                                               | 1/4 de finale J. Sousa \|\| style="text-align:left;" \| W. Koolhof Neal Skupski |         |
| 2023  | 2e tour (1/16) A. Vavassori \|\| style="text-align:left;" \| M. Granollers H. Zeballos | 1er tour (1/32) A. Vavassori \|\| style="text-align:left;" \| M.-A. Hüsler N. Jarry | 1er tour (1/32) M. Middelkoop \|\| style="text-align:left;" \| N. Mektić Mate Pavić | 1er tour (1/32) Yuki Bhambri \|\| style="text-align:left;" \| Hugo Nys J. Zieliński |                                                                                   |                                                                                 |                                                                                 |         |
| 2024  | 1er tour (1/32) M. Daniell \|\| style="text-align:left;" \| J. Millman E. Winter       | —                                                                                   | —                                                                                   | —                                                                                   | —                                                                                 | —                                                                               | —                                                                               |         |
| 2025  |                                                                                        |                                                                                     |                                                                                     |                                                                                     |                                                                                   |                                                                                 |                                                                                 |         |

N.B. : le nom du partenaire se trouve sous le résultat ; les noms des ultimes adversaires se trouvent à droite.

### En double mixte
| Année | Open d'Australie                                                                             | Open d'Australie                                                                       | Internationaux de France                                                                   | Internationaux de France                                                                        | Wimbledon                                                                                | Wimbledon                                                                                  | US Open | US Open |
| ----- | -------------------------------------------------------------------------------------------- | -------------------------------------------------------------------------------------- | ------------------------------------------------------------------------------------------ | ----------------------------------------------------------------------------------------------- | ---------------------------------------------------------------------------------------- | ------------------------------------------------------------------------------------------ | ------- | ------- |
| 2016  | —                                                                                            | —                                                                                      | —                                                                                          | —                                                                                               | 1er tour (1/32) N. Melichar \|\| style="text-align:left;" \| A. Rosolska T. C. Huey      | —                                                                                          | —       |         |
| 2017  | —                                                                                            | —                                                                                      | 1/4 de finale M. J. Martínez \|\| style="text-align:left;" \| A.-L. Grönefeld Robert Farah | 1/2 finale M. J. Martínez \|\| style="text-align:left;" \| Martina Hingis Jamie Murray          | 1/8 de finale Květa Peschke \|\| style="text-align:left;" \| Martina Hingis Jamie Murray |                                                                                            |         |         |
| 2018  | 1/2 finale M. J. Martínez \|\| style="text-align:left;" \| Tímea Babos R. Bopanna            | 1/4 de finale M. J. Martínez \|\| style="text-align:left;" \| K. Srebotnik S. González | 2e tour (1/16) M. J. Martínez \|\| style="text-align:left;" \| S. Stephens Jack Sock       | 1er tour (1/16) M. J. Martínez \|\| style="text-align:left;" \| A. Hlaváčková É. Roger-Vasselin |                                                                                          |                                                                                            |         |         |
| 2019  | —                                                                                            | —                                                                                      | —                                                                                          | —                                                                                               | 1er tour (1/32) A. Spears \|\| style="text-align:left;" \| H. Watson H. Kontinen         | 1/8 de finale Duan Ying-Ying \|\| style="text-align:left;" \| Květa Peschke Wesley Koolhof |         |         |
| 2020  | 1er tour (1/16) Duan Ying-Ying \|\| style="text-align:left;" \| Chan Hao-ching Michael Venus | Annulé                                                                                 | Annulé                                                                                     | Annulé                                                                                          | Annulé                                                                                   | Annulé                                                                                     | Annulé  |         |

N.B. : le nom de la partenaire se trouve sous le résultat ; les noms des ultimes adversaires se trouvent à droite.

## Classements ATP en fin de saison
| Année          | 2006 | 2007 | 2008 | 2009 | 2010 | 2011 | 2012 | 2013 | 2014 | 2015 | 2016 | 2017 | 2018 | 2019 | 2020 | 2021 | 2022 | 2023 |
| Rang en simple | 1422 | 1038 | 400  | 289  | 431  | 384  | 287  | 400  | 918  | 741  | 1241 | –    | –    | –    | –    | –    | –    | –    |
| Rang en double | 1660 | 1325 | 350  | 195  | 418  | 317  | 108  | 96   | 102  | 78   | 67   | 34   | 71   | 45   | 44   | 61   | 124  | 76   |

Source : (en) Classements de Marcelo Demoliner sur le site officiel de la Fédération internationale de tennis